# Klaus Wowereit
Klaus Wowereit (n. 1 octombrie 1953, Berlinul Occidental, Germania sub ocupație aliată) este un politician german, membru al Partidului Social Democrat din Germania (SPD), primar al Berlinului între anii 2001-2014. Deoarece Berlinul este un stat-oraș, primarul său este în același timp și prim-ministrul guvernului de land; de aceea poziția sa se numește în germană Regierender Bürgermeister.
Wowereit a făcut public faptul că este homosexual înainte de alegerile pe land din 2001.

## Wowereit și alegerile din Berlin

### 2006
Coaliția de guvernare a SPD-ului (Wowereit) cu partidul Die Linke (Stânga), supranumită roșu-roșu, a fost realeasă în alegerile pe land din 2006.

### 2011
La 24 noiembrie 2011 Klaus Wowereit a fost ales pentru un nou mandat de primar al Berlinului, susținut de o mare coaliție SPD-CDU. Wowereit a anunțat în data de 26 august 2014 că va demisiona din funcție pe 11 decembrie 2014, data la care a fost ales noul primar al Berlinului.